# К. В. Махадеван
Кришнакоил Венкатачалам Махаде́ван (там. கிருஷ்ணன்கோயில் வெங்கடாசலம் மகாதேவன்; 14 марта 1918 — 21 июня 2001) — индийский кинокомпозитор, поэт-песенник и музыкальный продюсер, сочинявший музыку для фильмов Южной Индии.

## Биография
К. В. Махадеван родился в марте 1918 года. Его отец был получившим признание исполнителем индийской классической музыки в Коччи.
Свою карьеру Махадеван начал в качестве ассистента у композитора С. В. Венкатрамана. Как полноценный кинокомпозитор дебютировал в 1940 году,
написав музыку для фильма Manonmani, вышедшего на экраны в 1942.
С тех пор количество его работ только увеличивалось и за 1963 год он написал музыку уже для 22 кинокартин. Всего же за свою карьеру Махадеван принял участие в создании порядка шестисот фильмов, в основном на телугу и тамильском языке. Он также сам исполнил более 35 000 песен.
Махадеван стал первым композитором, награждённым Национальной кинопремией после учреждения номинации в 1968 году.
Данную премию он получал дважды: за музыку к фильмам Kandhan Karunai (1967) и Sankarabharanam (1980).
Среди других его работ — Town Bus, Thai Piranthal Vazhi Pirakkum, Sampoorna Ramayanam, Thiruvilaiyadal, Mudalali, Adimai Penn, Vasantha Maligai, Padikkatha Medhai и Saraswathy Sabhatham.
Композитор оставил кинематограф в середине 1990-х, лишившись речи, после перенесённого им удара во время работы над фильмами Swati Kiranam и Srinatha Kavi Sarvabhowmudu.
К. В. Махадеван скончался 21 июня 2001 года, оставив после себя жену, двух сыновей и трех дочерей.